# San Luca (Venedig)

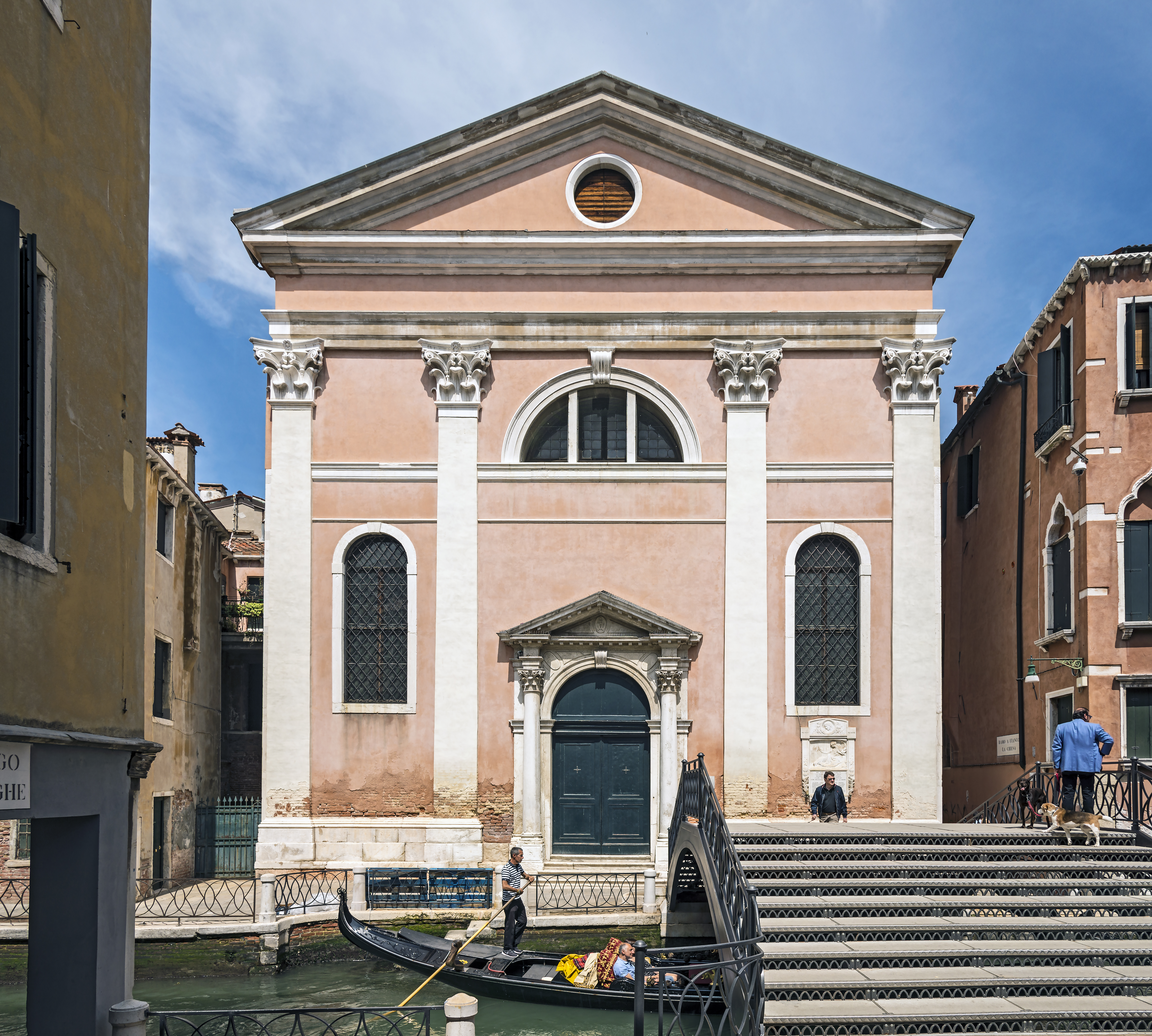
Fassade und Hauptportal (spätes 19. Jahrhundert), davor die Fondamenta della Chiesa und die Brücke über den Rio di San Luca

San Luca ist eine Pfarrkirche im Sestiere San Marco am gleichnamigen Rio in Venedig, die zwar bis ins 11. Jahrhundert zurückreicht, jedoch im Wesentlichen in der zweiten Hälfte des 16. Jahrhunderts und zu Beginn des 17. Jahrhunderts entstand, im 19. Jahrhundert jedoch grundlegend umgebaut wurde. So blieb nur der Glockenturm aus dem Spätmittelalter bestehen. Die Kirche ist dem Evangelisten Lukas geweiht.

## Geschichte
Die Kirche San Luca Evangelista wurde laut Flaminio Corner wohl vor 1072 durch die Familien Dandolo und Pizzamano errichtet. Dabei entstand ein dreischiffiges, veneto-byzantinisches Bauwerk. 1105 wurde der Campanile (Glockenturm) durch ein Feuer beschädigt. 1197 bestand ein collegio capitulare, wie aus einer Urkunde Papst Innozenz III. hervorgeht.
Im 13. und 14. Jahrhundert wurde das Bauwerk restauriert, der Überlieferung nach wurden der Kirche zahlreiche Reliquien, die beim Kreuzzug von 1204 in Konstantinopel geraubt worden waren, gestiftet. Durch Fantino Dandolo, apostolischer Protonotar und später Bischof von Padua, wurden der Gemeinde einige Gebäude in der Nachbarschaft zugeschlagen. Mitte des 16. Jahrhunderts wurde die Kirche weitgehend neugebaut, um 1617 neu geweiht zu werden. 
Der 24-jährige Lorenzo da Ponte, der spätere Librettist Mozarts, war in den 1770er Jahren Priester in San Luca. Er lebte in der Nähe und lernte die verheiratete Anzolletta Bellaudi kennen, die seine Geliebte wurde. Sie wurde beschuldigt, selbst in Kirchen ihre Liebhaber liebkost zu haben, und auch Da Ponte, mit dem sie zwei Kinder hatte, wurde wegen seines ausschweifenden Lebens vor Gericht gestellt. Hintergrund für den anklagenden Rat der Zehn waren wahrscheinlich seine häretischen Ansichten. Da Ponte wurde für 15 Jahre aus Venedig verbannt, er floh aus der Stadt.
Bei den napoleonischen Reformen der Jahre 1807 bis 1810 wurden zahlreiche Gemeinden aufgelöst. San Luca blieb jedoch bestehen, wobei der Gemeinde die Kirchen der aufgelösten Nachbargemeinden San Benedetto (San Benetto) und San Paternian zugeschlagen wurden. Einen Teil des Gemeindegebietes musste San Luca später an die Gemeinde San Salvador abtreten. Unter dem Gesichtspunkt der archivalischen Organisation im Archivio storico del Patriarcato di Venezia hatte dies zur Folge, dass die Bestände Parrocchia di San Paternian di Venezia, dann die Bestände der dortigen Scuola del Santissimo Sacramento und die der Devozione di Sant’Anna, zu den Archivalien der Parrocchia di San Luca di Venezia hinzukamen, ebenso wie die der Parrocchia di San Benetto, aber auch die Bestände der dortigen Scuola del Santissimo Sacramento und der Scuola della Beata Vergine.
1827 stürzte ein Teil der Fassade ein. Der Wiederaufbau erfolgte durch Sebastiano Santi im Jahr 1832. 1881 erfolgte eine weitere radikale Umbaumaßnahme, die praktisch nur den Glockenturm von 1457 beließ. Dieser wurde 1966 durch Träger verstärkt.

## Beschreibung

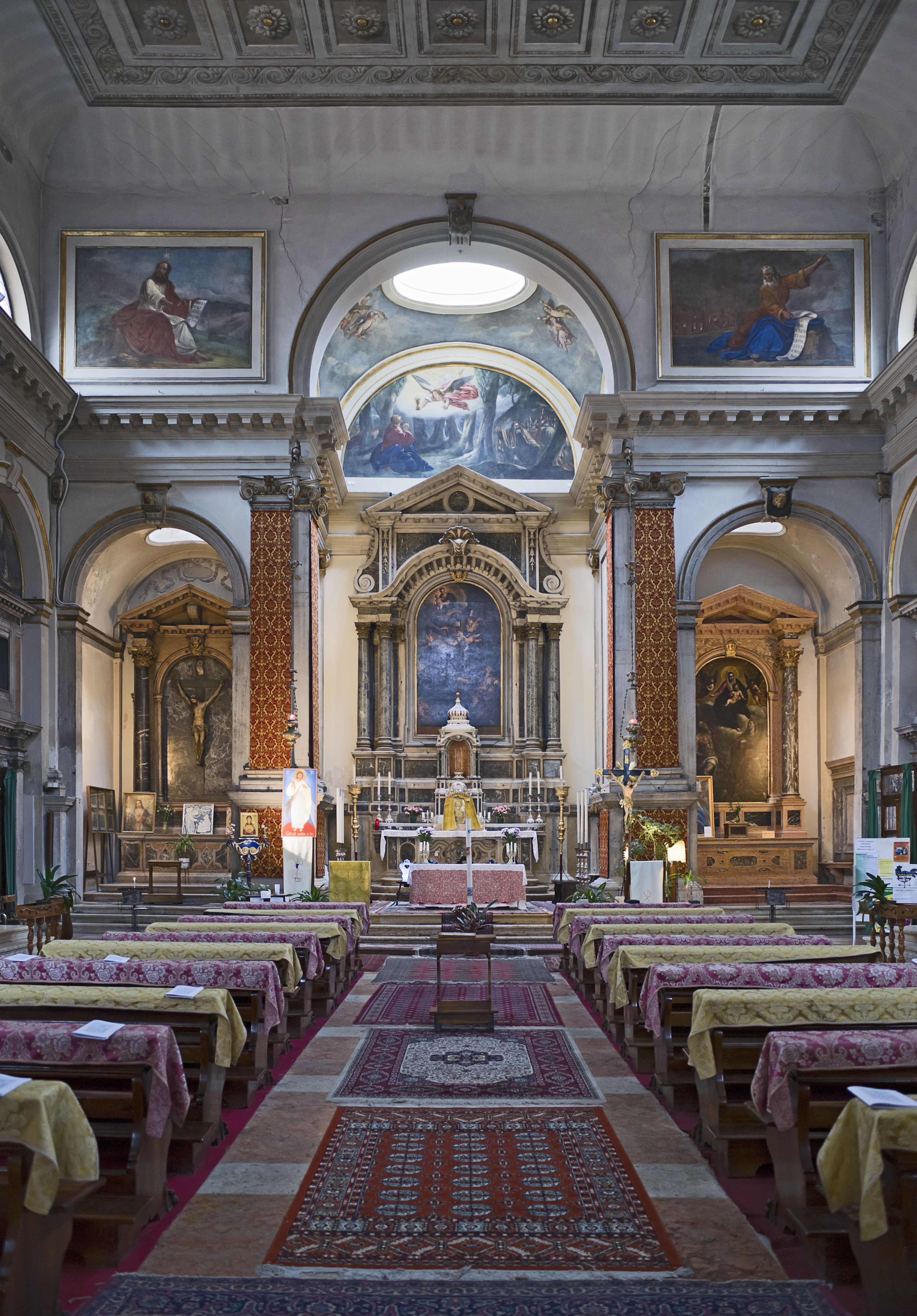
Der Innenraum

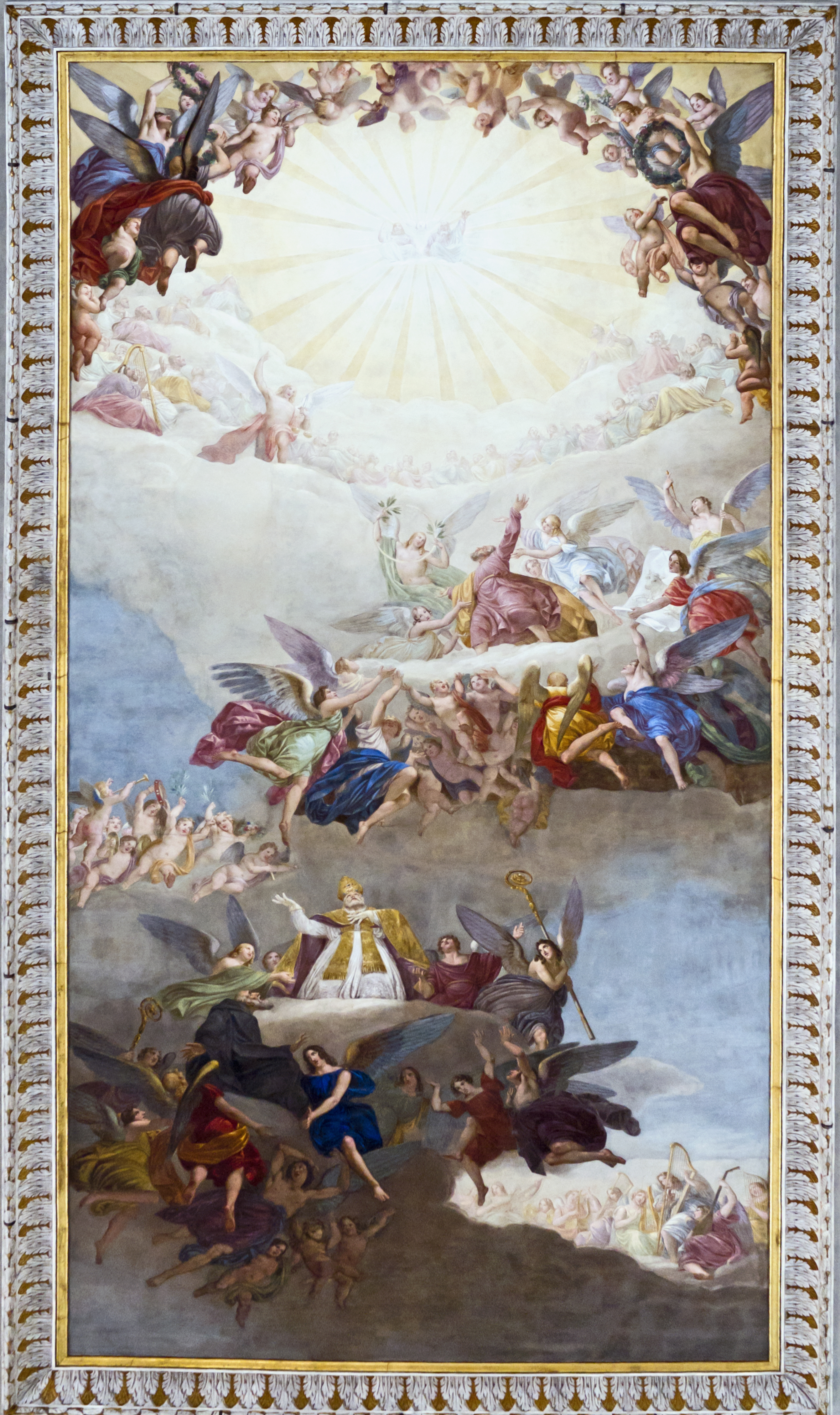
Die Decke von Sebastiano Santi

Die Fassade der einschiffigen Kirche blickt auf die angrenzende Fondamenta. Seitenaltare und eine Kapelle an der Apsis gliedern den Innenraum. Die Decke wurde von Sebastiano Santi mit einem Fresko ausgestattet, das neben dem Hauptpatron, dem Evangelisten Lukas, die Heiligen Paternian und Benedikt darstellt. 
Im Chor befindet sich oberhalb des 1581 eingerichteten Altars eine Pala von Paolo Veronese (La Vergine in Gloria appare a San Luca in atto di scrivere il Vangelo).
In der rechten Seitenkapelle befindet sich La Vergine in gloria e santi von  Palma il Giovane, die bis in der Kirche des Klosters San Bernardo auf Murano hing. Für den linken Seitenaltar neben dem Hauptportal entstand Lorenzo Giustiniani, Primo Patriarca di Venezia che avvicina i malati e distribuisce l'elemosina von Carlo Loth, der in der Kirche beigesetzt wurde. Auch Lodovico Dolce fand dort sein Grabmal, doch ist es nicht erhalten, ebenso wenig wie das des Pietro Aretino.